# 1307

## Události
- červenec – Špitálníci započali dobývat Rhodos.
- 15. srpna – Českým králem se podruhé stal Jindřich Korutanský.
- 13. října – Všichni rytíři Řádu templářů na území Francie jsou zatčeni na příkaz Filipa IV. za údajné kacířství. Jde o pravděpodobný původ pověry pátku třináctého
- 22. listopad – Klement V. rozesílá bulu Pastoralis praeeminentiae, nařizující všem křesťanským králům zatčení všech templářů a zabavení jejich majetku.

### Probíhající události
- 1307–1310 – Válka dvou královen

## Narození
- 3. ledna – Ota IV. Dolnobavorský, bavorský vévoda († 1334)
- ? – Vilém II. Henegavský, hrabě henegavský, holandský a zeelandský († 26. září 1345)
- ? – Eleonora Kastilská, aragonská královna († 1359)
- ? – Rudolf II. Saský, říšský kurfiřt, vévoda saský († 6. prosince 1370)

## Úmrtí
Česko
- 4. července – Rudolf Habsburský, český král (* cca 1281)
- 24. července – Dobeš z Bechyně, nejvyšší maršálek a bechyňský purkrabí, proboden při panském sněmu (* ?)

Svět
- 9. února – Alexandr z Bruce, skotský šlechtic (* cca 1285)
- 9. února – Tomáš z Bruce, skotský šlechtic (* cca 1284)
- 10. února – Temür, mongolský chán (* 15. října 1265)
- 12. dubna – Humbert I. z Viennois, dauphin z Viennois (* cca 1240)
- 23. dubna – Johana Anglická, anglická hraběnka (* cca 1272)
- 1. červen – Fra Dolcino, náboženský vůdce (* cca 1250)
- 7. července – Eduard I., anglický král (* 17. června 1239)
- Konstancie Štaufská, nikájská císařovna (* 1230)
- Hugo II. ze Châtillonu, hrabě ze Saint-Pol a Blois
- Ramon Berengar z Andrie, provensálský hrabě

## Hlava státu
Jižní Evropa
- Iberský poloostrov
  - Portugalské království – Dinis I. Hospodář
  - Kastilské království – Ferdinand IV. Pozvaný
  - Aragonské království – Jakub II. Spravedlivý
- Itálie
  - Papež – Klement V.
  - La serenissima – Pietro Gradenigo

Západní Evropa
- Francouzské království – Filip IV. Sličný
- Anglické království – Eduard I. Dlouhán – Eduard II.
- Skotské království – Robert Bruce

Severní Evropa
- Norské království – Haakon V. Magnusson
- Švédské království – Birger Magnusson
- Dánské království – Erik VI. Menved

Střední Evropa
- Svatá říše římská – Albrecht I. Habsburský
  - České království – Rudolf Habsburský – Jindřich Korutanský
  - Hrabství henegavské – Vilém III. z Avesnes
- Polské knížectví – Vladislav I. Lokýtek
- Uherské království – Ota III. Dolnobavorský – Karel I. Robert

Východní Evropa
- Litevské velkoknížectví – Vytenis
- Moskevská Rus – Jurij III. Daniilovič
- Bulharské carství – Teodor Svetoslav
- Byzantská říše – Andronikos II. Palaiologos

Blízký východ a severní Afrika
- Kyperské království – Amaury z Tyru
- Osmanská říše – Osman I.

Afrika
- Habešské císařství – Ouédem-Arad